# Les Guerreaux
Les Guerreaux är en kommun i departementet Saône-et-Loire i regionen Bourgogne-Franche-Comté i östra Frankrike. Kommunen ligger i kantonen Digoin som tillhör arrondissementet Charolles. År 2022 hade Les Guerreaux 227 invånare.

## Befolkningsutveckling
Antalet invånare i kommunen Les Guerreaux
| Referens: INSEE |